# Tatjana Festerling

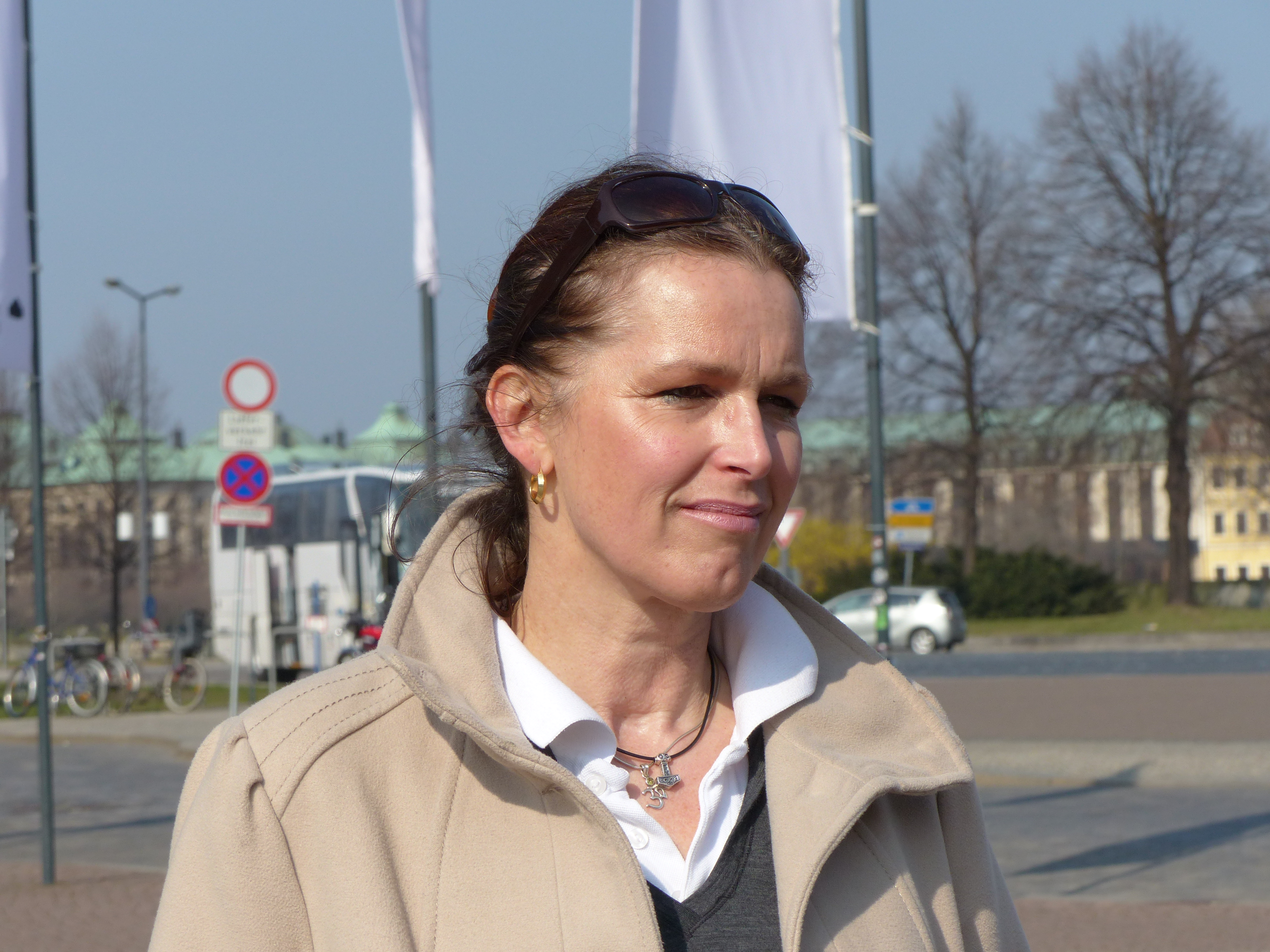
Tatjana Festerling

Tatjana Festerling (geboren als Tatjana Schimanski, 6 maart 1964, Wuppertal) is een Duitse nieuwrechtse politica die lid was van de politieke beweging PEGIDA. Ze werd in 2016 uit de PEGIDA-leiding verbannen omdat ze pleitte voor het afschieten van asielzoekers zodra zij de Duitse grens over proberen te steken.

## Politieke activiteiten
Festerling was een van de oprichters van de Hamburgse afdeling van het Alternative für Deutschland (AFD). Ze nam ontslag uit de partij, nadat ze een bedreiging van Hooligans tegen de salafistische beweging aanmoedigde.
In 2015 trad Festerling toe tot Pegida Dresden. Haar lidmaatschap was erg omstreden en leidde opnieuw tot ophef in de Duitse media. Festerling vocht voor de burgemeestersverkiezingen in de stad Dresden en behaalde onverwacht 9,6% van de stemmen in de verkiezingen op 7 juni 2015. Der Spiegel had het besluit van PEGIDA in 2015 beschreven om Festerling, een vrouw, uit te nodigen om samen te werken met de oprichter van de partij [Lutz Bachmann] als een strategische handeling.
In juni 2016 werd Festerling ontslagen uit het leiderschap van PEGIDA. Bachmann verklaarde dat haar gedrag 'schadelijk was voor de organisatie' als de reden voor haar ontslag. Hoewel Festerling op Facebook uitgebreid haar excuses aanbood, kwam het niet meer goed tussen haar en de partij.

## Gevangenisstraf
De media begonnen kritischer te worden ten aanzien van Festerlings rechtse opvattingen en omstreden uitspraken. In 2017 werd ze door de rechtbank schuldig bevonden aan Volksverhetzung. De boete van 3000 euro betaalde ze niet, zodat ze 120 dagen naar de gevangenis zou moeten. Nadat ze in 2018 een oproep had gekregen om haar hechtenis uit te gaan zitten, heeft ze het land halsoverkop verlaten en is ze naar Bulgarije geëmigreerd, waar ze samen met particuliere commandotroepen asielzoekers probeert tegen te houden die illegaal de grens met Europa proberen over te steken. Toen dit nieuws zich in Duitsland verspreidde werd zij daar tot persona non grata verklaard.